# Ерика Герцег
Ерика Николаевна Герцег (на украински: Еріка Миколаївна Герцег) е украинска певица и модел.

## Биография
Ерика Герцег е родена на 5 юли 1988 г. в село Мала Доброна, УССР. Баща ѝ е унгарец, а майка ѝ украинка.
От 1 до 5 клас учи в град Захон. Когато наредбите на граничните контролно-пропускателни пунктове стават по-строги, Ерика се връща да учи в селото си. Пее на унгарски език в църковния хор и печели няколко местни конкурси.
През 2006 г. започва да учи в Транскарпатския унгарски институт Ференц Ракоци II, във Факултета по икономика и управление. По време на следването си работи като сервитьорка и оператор в колцентър. През 2009 г. завършва университета с бакалавърска степен.
На 17-годишна възраст Ерика тежи около 80 кг. През 2008 г. в продължение на 8 месеца тя сваля 30 кг. След загубата на тегло ѝ е направена операция за уголемяване на гърдите. По данни от 2013 г. тя е с ръст от 175 см и тежи 48 кг.
Ерика започва да работи в модната индустрия. През април 2011 г. тя се премества в Киев. През 2012 г. получава първия си добре платен договор за рекламата на френско бельо. През същата година се появява гола за ноемврийския брой на „Плейбой“.
През 2013 г. участва в шоуто „Хочу V ВИА Гру“. Там, заедно с Миша Романова и Анастасия Кожевникова, са под менторството на Надежда Грановская. На финала на шоуто те печелят първото място и стават новите членове на група ВИА Гра.
Ерика е запален потребител на Instagram, където има над 700 000 последователи. Публикува свои снимки, някои от които много откровени.

## Дискография

### Сингли с ВИА Гра
- „Перемирие“ (2013)
- „У меня появился другой“ (2014) (съвместно с Вахтанг)
- „Кислород“ (2014) (съвместно с Мот)
- „Это было прекрасно“ (2015)
- „Так сильно“ (2015)
- „Кто ты мне“ (2016)

## Видеография

### Клипове с ВИА Гра
| Година | Клип                                           | Режисьор          |
| ------ | ---------------------------------------------- | ----------------- |
| 2013   | „Перемирие“                                    | Алан Бадоев       |
| 2014   | „У меня появился другой“ (съвместно с Вахтанг) | Сергей Солодкий   |
| 2014   | „Кислород“ (съвместно с Мот)                   | Алексей Куприянов |
| 2015   | „Это было прекрасно“                           | Сергей Солодкий   |
| 2015   | „Так сильно“                                   | Сергей Солодкий   |
| 2016   | „Кто ты мне“                                   | Сергей Ткаченко   |